# Centralnyj (rejon wołodarski)
Centralnyj (ros. Центральный) – osiedle typu miejskiego w Rosji, w obwodzie niżnonowogrodzkim, w rejonie wołodarskim. W 2010 liczyło 2957 mieszkańców.